# Ansökningar om olympiska vinterspelen 1992
Olympiska vinterspelen 1992 arrangerades i Albertville, Frankrike. Under 1980-talet hade IOK en urvalsprocess om vilken stad som skulle arrangera spelen.
Den 5 december 1981 utsågs den trefaldige olympiska mästaren Jean-Claude Killy och Michel Barnier från den franska nationalförsamlingen att arbeta för att få olympiska vinterspelen 1992 till franska Savojen. Liksom när Grenoble ansökte om olympiska vinterspelen 1968 var avsikten att bidra till områdets ekonomiska utveckling, mestadels genom turism.
Andra städer som ansökte om olympiska vinterspelen 1992 var; Anchorage (USA), Berchtesgaden (Tyskland), Cortina d'Ampezzo (Italien), Lillehammer (Norge), Falun (Sverige) och Sofia (Bulgarien). Den 17 oktober 1986 på IOK:s 91:a kongress i Lausanne i Schweiz röstades Albertville fram som arrangör. Den lilla franska staden i alperna fick i den femte och avgörande omgången 51 röster och vann därmed över Sofia, 25 röster, och Falun, 9 röster. Under samma kongress utsåg IOK arrangör för olympiska sommarspelen 1992 där Paris var en av kandidaterna. Då Albertville valdes som arrangör för vinterspelen minskades Paris chanser avsevärt. IOK ville undvika ett scenario där både sommar- och vinterspel arrangerades i samma land under samma år.
Den franska organisationskommittén (COJO) grundades den 24 februari 1987 och leddes av Killy, Barnier var medordförande. COJO var indelat i 27 avdelningar, med 9 310 anställda. Av dessa anställda var 610 avlönade och 8 700 var volontärer.
Redan under kampanjen för att få spelen hade en logotyp framtagits. Logotypen var en kombination av den olympiska elden med korset från Savojens flagga och med inslag från färgerna på Frankrikes flagga. Den var designad av Bruno Quentin, en medlem av ansökningskommittén.
| Resultat av omröstningen om värdskapet | Resultat av omröstningen om värdskapet | Resultat av omröstningen om värdskapet | Resultat av omröstningen om värdskapet | Resultat av omröstningen om värdskapet | Resultat av omröstningen om värdskapet | Resultat av omröstningen om värdskapet | Resultat av omröstningen om värdskapet |
| -------------------------------------- | -------------------------------------- | -------------------------------------- | -------------------------------------- | -------------------------------------- | -------------------------------------- | -------------------------------------- | -------------------------------------- |
| Stad                                   | Nation                                 | Round 1                                | Round 2                                | Round 3                                | Round 4                                | Round 5                                | Round 6                                |
| Albertville Detaljer...                | Frankrike                              | 19                                     | 26                                     | 29                                     | 42                                     | -                                      | 51                                     |
| Sofia Detaljer...                      | Bulgarien                              | 25                                     | 25                                     | 28                                     | 24                                     | -                                      | 25                                     |
| Falun/Åre Detaljer...                  | Sverige                                | 10                                     | 11                                     | 11                                     | 11                                     | 41                                     | 9                                      |
| Lillehammer Detaljer...                | Norge                                  | 10                                     | 11                                     | 9                                      | 11                                     | 40                                     | -                                      |
| Cortina d'Ampezzo Detaljer...          | Italien                                | 7                                      | 6                                      | 7                                      | -                                      | -                                      | -                                      |
| Anchorage, Alaska Detaljer...          | USA                                    | 7                                      | 5                                      | -                                      | -                                      | -                                      | -                                      |
| Berchtesgaden Detaljer...              | Tyskland                               | 6                                      | -                                      | -                                      | -                                      | -                                      | -                                      |